# Claretta Carotenuto
Claretta Carotenuto (Roma, 13 maggio 1954) è un'attrice e regista italiana.

## Biografia

### Gli inizi
Figlia degli attori Mario Carotenuto e Luisa Poselli, esordisce come attrice teatrale nel 1973 in Scarrafonata di Giancarlo Sepe al Teatro la Comunità di Roma e poi al Festival di Chieri e di Nancy e in “Allegro cantabile” di J. Conrad, regia dello stesso Sepe.

### Carriera
Attrice, regista, autrice e traduttrice di testi teatrali e cinematografici, terminati gli studi di arte drammatica presso lo “Studio di arti sceniche” di Alessandro Fersen e compiuti quelli universitari, fondò a Roma nel 1979 la Scuola di Tecniche dello Spettacolo, che tuttora dirige.
Nel 1983 costituisce la Compagnia di tecniche dello spettacolo con la quale ha prodotto, interpretato e diretto numerosi testi drammatici, brillanti, classici, moderni e contemporanei d'autore italiano e straniero. Come docente di recitazione e regia teatrale il suo nome è specialmente legato alla sua Scuola a alla sua ricerca fondata sull'innovazione delle metodologie della formazione dell'attore contemporaneo, impegno che le valse fin dal 1984 il premio Oscar dei Giovani.
Ha rivestito ruoli istituzionali nell'ambito dello spettacolo: in particolare, dal 1994 al 2000 è stata membro supplente per il Ministro della Pubblica Istruzione presso il già Consiglio Nazionale per lo Spettacolo.
Non meno intenso il suo impegno nel “Teatro sociale” e nella fondazione del Laboratorio pluridisciplinare di Arti Sceniche presso Istituti di Studi Superiori del Territorio ed extra territoriali per la promozione dello spettacolo dal vivo. Nel corso degli anni ha editato varie opere di teatro e cinema fra le quali “Fisica delle Passioni” – Introduzione al cinema di Fassbinder di Mario Sesti, Edizioni Scuola di Tecniche dello Spettacolo.
In seno alla sua Scuola, Claretta ha fondato la Sezione speciale Mario Carotenuto per lo studio dell'attore di Carattere e successivamente il Centro Studi della Commedia all'italiana all'interno dell'Archivio storico della Scuola di Tecniche dello Spettacolo.
Nel 2016 idea un documentario per raccontare la vita di suo padre.

## Teatro

### Come attrice
- Inaugurazione di Pier Maria Rosso di San Secondo (1986)
- Giorno d'estate di Slawomir Mrozek (1988)
- Che fine ha fatto Betty Lemon (1989)
- L'amante di Arnold Wesker, diretta dallo stesso autore (1992)

### Come autrice o regista d'esecuzione
- Creditori di August Strindberg, rappresentato per due stagioni (1984-1985)
- Tingel Tangel di Karl Valentin, cabaret tedesco anni venti (1987)
- "Cassandra" (1994)
- Il giardino delle illusioni (1996)
- Memorie di un re sconosciuto (1998)
- "To Be Beckett"

## Filmografia
- La Maschera e il Sorriso: l'avventura artistica di Mario Carotenuto, come regista (2016)